# نجم‌آبیان
نجم‌آبیان (نام علمی: Scilloideae) نام یک زیرخانواده از تیره مارچوبگان است.